# 植村家次
植村 家次（うえむら いえつぐ）は、戦国時代から安土桃山時代にかけての武将。徳川氏の家臣。植村家存の子。

## 生涯
永禄10年（1567年）、徳川氏の家臣・植村家存の子として誕生。
11歳の時に父の家存が死去し、徳川家康の子・松平信康の小姓となるが、罪を受けて信康が切腹すると、流浪の身となる。のちに榊原清政の勧めにより徳川家臣の榊原康政に仕えた。康政の推挙により再び徳川家康に仕え、上野国邑楽郡内に500石を給される。
慶長4年10月11日（1599年11月28日）、死去。墓は群馬県館林市大島町の春昌寺にある。
家督は子の家政が継いだ。なお、家政は徳川秀忠の小姓から、大名に出世している。 

## 関連作品
- 宮崎仁良『安祥譜代三河植村氏の研究』